# Dhimitër Anagnosti
Dhimitër Anagnosti, född den 23 januari 1936 i Vlora i Albanien, är en albansk filmregissör, manusförfattare och politiker.
Dhimitër Anagnosti utexaminerades vid Allryska statliga kinematografiska institutet i Moskva i det före detta Sovjetunionen.
En film som han regisserade år 1961, Njeriu kurrë nuk vdes (på svenska Människan dör aldrig), och som baserades på en roman av Ernest Hemingway, vann första priset vid en filmfestival i Nederländerna. Han fortsatte att författa manus och regisserade mångtaliga filmer. Några av hans framgångsrika produktioner är Plagë të vjetra (1969); Lulëkuqet mbi mure (1976); och Përrallë nga e kaluara (1987). 
Vid det kommunistiska sammanbrottet blev han medlem i Albaniens demokratiska parti och åren 1991-1994 innehade han posten som minister för kultur, ungdom och sporter. Därefter var han ordförande för Fan Noli-stiftelsen för kultur och konst.